# Theresa Harris
Theresa Harris (Houston, 31 dicembre 1906 – Inglewood, 8 ottobre 1985) è stata un'attrice statunitense.

## Filmografia parziale

### Cinema
- La mazzata (Thunderbolt), regia di Josef von Sternberg (1929) - non accreditata
- L'uomo che voglio (Hold Your Man), regia di Sam Wood (1933) - non accreditata
- Baby Face, regia di Alfred E. Green (1933)
- Figlia del vento (Jezebel), regia di William Wyler (1938)
- La fidanzata di mio marito (Our Wife), regia di John M. Stahl (1941)
- L'ammaliatrice (The Flame of New Orleans), regia di René Clair (1941)
- Ho camminato con uno zombi (I Walked with a Zombie), regia di Jacques Tourneur (1943)
- La donna fantasma (Phantom Lady), regia di Robert Siodmak (1944)
- Le catene della colpa (Out of the Past), regia di Jacques Tourneur (1947)
- I quattro cavalieri dell'Oklahoma (Al Jennings of Oklahoma), regia di Ray Nazarro (1951)

### Televisione
- Alfred Hitchcock presenta (Alfred Hitchcock Presents) – serie TV, episodio 1x23 (1956)